# Stazione di Odense
La stazione di Odense (in danese Odense Banegård) è la stazione ferroviaria a servizio dell'omonima città danese. È gestita da Danske Statsbaner. L'attuale edificio risale al 1995 ed è il terzo che si succede dall'apertura della linea ferroviaria nel 1865.